# Bosengröba
Bosengröba ist ein Weiler, der zum Ortsteil Wintersdorf der Stadt Meuselwitz im Landkreis Altenburger Land in Thüringen gehört. Bis 1957 war er ein Ortsteil von Ruppersdorf, das dem Tagebau Ruppersdorf weichen musste. Mit diesem gehörte es lange Zeit zu Sachsen.

## Geografie
Bosengröba befindet sich nordöstlich von Wintersdorf und Meuselwitz mit Anschluss an das etwas südlicher liegende Gröba an der Kreisstraße 544 im Altenburg-Zeitzer Lösshügelland am Rand der Leipziger Tieflandbucht. Westlich des Ortes befand sich eine Kiesgrube. Nördlich schließt sich der Luckaer Forst an.

## Angrenzende Orte
Nordöstlich von Bosengröba befindet sich der vom Tagebau Ruppersdorf verschonte Rest von Ruppersdorf, südöstlich liegt Gröba, südwestlich Wintersdorf und westlich die ebenfalls zu Wintersdorf gehörende Siedlung am Waldschlößchen.

## Geschichte

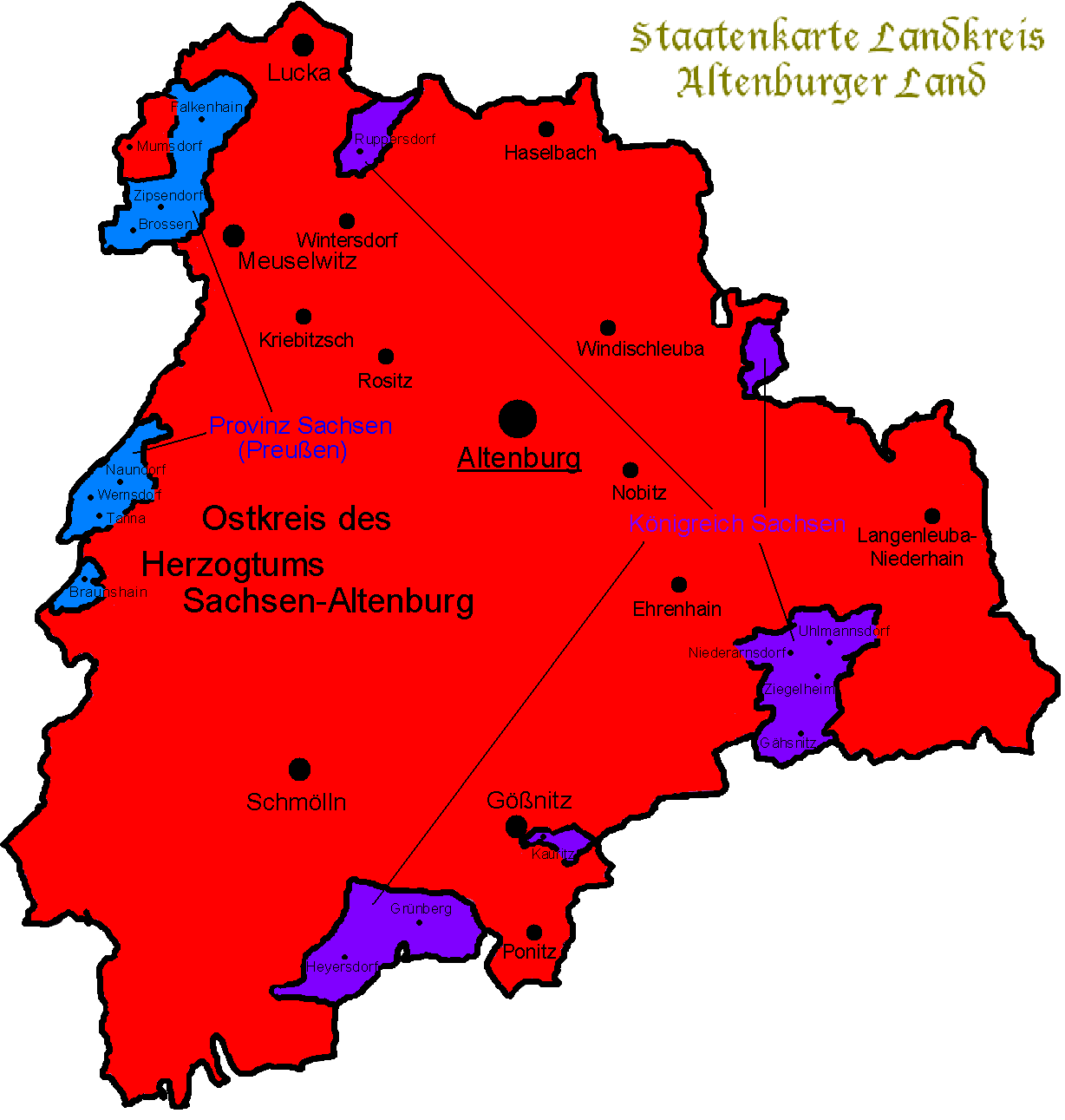
Staatenaufteilung des Altenburger Landes bis 1920

Am 22. Januar 1344 wurde das Dorf Bosengröba erstmals urkundlich erwähnt. Bosengröba ist einer der wenigen Orte des heutigen Landkreises Altenburger Land, der historisch nicht zu Sachsen-Altenburg gehörte. Im 16. Jahrhundert fiel der Ort wüst, 1834 wohnten hier 44 Menschen. Gemeinsam mit seinem Nachbarort Ruppersdorf bildete Bosengröba bis 1856 den Südwestzipfel des kursächsischen bzw. königlich-sächsischen Amts Borna, der in das Altenburger Land hinein ragte. Ab 1856 gehörte der Ort zum Gerichtsamt Borna und ab 1875 zur Amtshauptmannschaft Borna. Mit der Kreisreform in der DDR wurde der Ort im Jahr 1952 zunächst dem Kreis Borna im Bezirk Leipzig zugeordnet.
Landwirtschaft und Braunkohlebergbau prägte das Sackgassendorf eine lange Zeit. In direkter Umgebung setzte der Braunkohlebergbau erst Mitte des 20. Jahrhunderts ein. Der Tagebau Ruppersdorf, der 1944 im Norden des Orts aufgeschlossen wurde, war bis 1957 in Betrieb. Ihm musste der Großteil von Ruppersdorf weichen, zu dem Bosengröba, das verschont blieb, damals als Ortsteil gehörte. Mit der Eingemeindung von Ruppersdorf nach Wintersdorf am 1. Januar 1957 wurde Bosengröba ein Ortsteil von Wintersdorf. Dadurch kam es zum Kreis Altenburg, dessen Gebiet seit 1990 wieder zu Thüringen gehört. Mit Wintersdorf wurde Bosengröba im Jahr 1994 dem Landkreis Altenburger Land zugeordnet. Mit der Eingemeindung von Wintersdorf nach Meuselwitz ist Bosengröba seit 2007 ein zum Ortsteil Wintersdorf der Stadt Meuselwitz gehöriger Ort.